# ألكسندر غوتفريد
الكسندر غوتفريد (بالألمانية: Alexander Gottfried) هو دراج ألماني، ولد في 5 يوليو 1985 في بافلودار في كازاخستان.

## وصلات خارجية
- الكسندر غوتفريد على موقع الاتحاد الدولي للدراجات (الإنجليزية)
- الكسندر غوتفريد على موقع أرشيف الدراجات (الإنجليزية)
- الكسندر غوتفريد على موقع إحصائيات الدراجات الإحترافية (الإنجليزية)
- الكسندر غوتفريد على موقع نسبة الدراجات (الإنجليزية)